# Escala musical

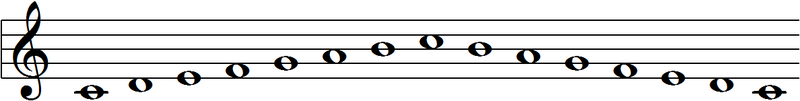
Escala de do major, ascendent i descendent.

L'escala musical és una successió de sons o notes disposats segons un sistema o mode determinat. Aquestes notes se succeeixen regularment per graus conjunts, és a dir per tons i semitons, en sentit ascendent o descendent dins l'extensió d'una octava.
La utilitat pràctica de l'escala musical és fonamentalment didàctica, i permet sintetitzar la composició particular d'un sistema musical, com també exposar de manera simplificada, esquemàtica i convenient el material melòdic o harmònic del que està composta, en part o en totalitat, una obra musical sotmesa a estudi. No s'ha de confondre el concepte d'escala musical (sons ordenats per graus) amb el de tonalitat (característica tonal d'una obra musical centrada en un so particular), o el de manera (manera de distribuir els intervals).
Segons el context i el sistema que ordena i organitza la música en cada cas, l'escala pot constituir:
- Una mera ordenació dels sons disponibles per a la confecció de composicions. Tal és el cas, per exemple, dels mode gregorià i, en general, de la modalitat a la música medieval i del Renaixement. L'escala conté tots els sons que, fent excepció de les notes alterades es poden emprar en un determinat to o mode.

- Una ordenació dels sons disponibles per compondre música en un determinat mode i, a la vegada, tot un sistema simbòlic i de representació vinculats a aquest mode. Això s'esdevé, per exemple, en el cas dels raga de la música clàssica hindú, o dels maqam de la música àrab i d'altres zones. De forma fins a cert punt semblant, la teoria musical de la Grècia clàssica desenvolupà el concepte de l'ethos musical segons el qual cada nota estava vinculada a un astre i també a una divinitat; les característiques d'aquesta divinitat es transferien a l'escala i mode que començava amb aquesta nota de manera que això feia que la música escrita en un determinat mode fos indicada per a uns usos i finalitats i no per a uns altres.

- Una ordenació dels sons, i una relació jeràrquica de cada un d'aquests graus o notes amb relació a la primera nota o primer grau, que és la de més importància jeràrquica. Això és el que es dona en la tonalitat. Atès que aquest sistema està estretament vinculat a l'harmonia, cada grau de l'escala constitueix, a més, la fonamental de cada un dels acords practicables en aquesta tonalitat concreta. De fet, l'ordre jeràrquic es refereix més als acords que no pas als graus en si mateixos.

## Origen històric[2]
L'origen de l'escala difereix d'unes cultures a altres.

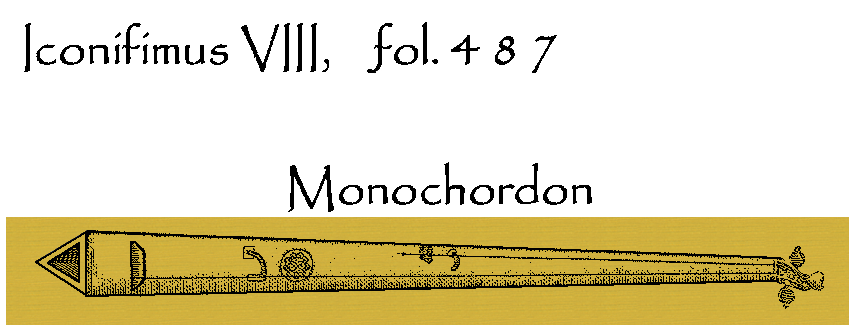
Monocordi

Pel que respecta a l'escala occidental les dades històriques permeten rastrejar-la fins als grecs. Així els pitagòrics van construir un aparell anomenat monocordi que es componia d'una taula, una corda tensa i una taula més xicoteta que s'anava movent per la gran. Mitjançant aquest aparell, que posteriorment evolucionaria fins a donar el de la figura, van descobrir que acurtant la corda en moure la taula xicoteta, s'obtenien sons que eren harmoniosos amb el que feia la corda sencera i d'altres que no. Seleccionant els que sí que ho eren crearen la primera escala.
En la música és molt important la relació que hi ha entre les freqüències dels diferents sons, el que anomenem «interval». Els intervals musicals es poden mesurar en termes de la relació de freqüències dels sons, encara que en música reben noms propis que depenen del tipus d'escala utilitzada. D'entre aquests intervals cal destacar l'octava que en el monocordi s'obtenia quan la corda es dividia per la meitat, llavors el so es repetia, però més agut. L'octava, així doncs, és la repetició d'un so amb una corda amb la meitat de longitud, per tant, una altra nota harmoniosa. La seua freqüència és doble.
Fruit d'aquest fet els pitagòrics basaren la divisió en set punts que dividien en vuit espais la corda en cada interval, vuit és el resultat de dividir entre dos, tres vegades, obtenint un sistema d'escala harmònic entre elles. El que ara coneixem com escales diatòniques.

### El nom de les notes
No fou fins al segle xi que Guido de Arezzo va introduir el nom actual a les notes de l'escala pitagòrica, basant-se en la lletra d'un himne a Sant Joan. Aquests noms conviuen actualment amb altres notacions basades en lletres.
| Sistema silàbic | Sistema alfabètic | Sistema alfabètic alemany |
| --------------- | ----------------- | ------------------------- |
| Do              | C                 | C                         |
| Re              | D                 | D                         |
| Mi              | E                 | E                         |
| Fa              | F                 | F                         |
| Sol             | G                 | G                         |
| La              | A                 | A                         |
| Si              | B                 | H                         |

## L'Escala en la música occidental
La música occidental usa bàsicament 3 tipus d'escales de 7 notes o heptatòniques, totes elles anomenades diàtoniques:
- L'escala major natural
- L'escala major mixta principal
- L'escala major mixta secundària
- L'escala menor natural
- L'escala menor melòdica
- L'escala menor harmònica
- L'escala menor mixta

Durant els segles xix i xx s'han afegit altres escales:
- L'escala cromàtica, de 12 notes, com a material bàsic, principalment, per a la construcció de les sèries en el dodecafonisme.[4]
- L'escala de tons, de 6 notes, cadascuna de les quals es troba a una distància de segona major de l'anterior.
- L'escala pentatònica, de 5 notes, escala molt característica de la música tradicional de zones geogràfiques molt diverses. Pot ser major o menor. Evita els graus que canvien entre modes. En el cas dels menors evita el 2n i 6è grau i en el dels majors el 4t i 7è.[5]
- L'escala octatònica o disminuïda, de 8 notes intercalant tons i semitons. N'hi ha de dos tipus: la de to-semitò i la de semitò-to.
- Els modes que provenen de l'escala major, menor melòdica i menor harmònica.

## Llista d'escales
A continuació hi ha una llista orientativa de les escales existents:
- Escala diatònica. Entre les escales diatòniques destaquen com a més importants:
  - Escala major
  - Escala menor natural
  - Escala menor harmònica
  - Escala menor melòdica
  - Escala menor napolitana
- Escala cromàtica
- Escales corresponents als modes que surten de l'escala major natural són:[6]
  - Jònic (vegeu l'escala major)
  - Dòrica
  - Frígia
  - Lídia
  - Mixolídia
  - Eòlica (vegeu l'escala menor natural)
  - Lòcria
- Escales corresponents als modes que surten de l'escala menor melòdica són:
  - Menor melòdica
  - Dòrica b2
  - Lídia augmentada o lídia #5
  - Lídia b7
  - Lòcria #2
  - Escala alterada
- Escales corresponents als modes que surten de l'escala menor harmònica són:
  - Menor harmònica
  - Escala augmentada o jònica #5
  - Dòrica #11
  - Mixolídia b9 b13
  - Lídia #2
  - Alterada bb7
- Escala de tons
- Escala pentatònica
- Escala octatònica o Escala disminuïda
- Escala enigmàtica
- Escala bebop
- Escala de blues: escala pentatònica menor amb l'afegit de la blue note (#11)
- Escala àrab
- Escala doble harmònica major
- Escala zíngara
- Escala hispano-àrab